# Великопургинська волость
Великопурги́нська волость — адміністративно-територіальна одиниця Російської імперії та СРСР, волость у складі Сарапульського повіту Вятської губернії (до 1920), Дебьоського (1921—1923) та Глазовського (1923—1929) повітів Вотської АО.

## Населення
Населення волості складало 6564 особи (1924; 7614 у 1920, 8065 у 1915).

## Історія
Станом на 1905 рік волость перебувала у складі Сарапульського повіту Вятської губернії і включала в себе населені пункти:
- села Велика Пурга (Юрк), Великий Чумой;
- присілки Дзілья, Кедзінська, Тупал-Пурга (Мала Пурга);
- починки Башмаковський (Сурд), Беньшурський, Біляєвський, Бур-Киз (Александровський), Великий Вотський Кожой, Великий Шишур, Верх-Четкер, Верх-Чумой, Верх-Шорні, Вновь Лудянський (Бечелуд), Губинський, Івановський, Ізбушкінський, Іськінський, Ітадурський, Кабановський, Костошурський, Красноярський, Малий Руський Кожой, Малий Шишур (Паськит-Кож), Нижній Шорні, Німошурський, Новий Четкер (Зарічний), Новоглазовський (Микола-Луд), Новонолінський (Лулпокоро), Палимський, По річкі Іті (Вукобор), По річкі Сюрсовайкі (Сюрсовайчик), Сепожський, Середній Четкер (Старий), Сюрсовай 1-й (Руський Сюрсовай), Сюрсовай 2-й (Альчі-Сюрсовай), Узирмонський, Улис-Луд 1-й (Митроковський), Улис-Луд 2-й (Ніколаєвський), Улис-Луд 3-й (Троїцький), Чомошур (Лужан).

Станом на 1911 рік волость перебувала у складі Сарапульського повіту Вятської губернії і включала в себе населені пункти:
- села Пурга Велика (Велика Пурга), Чумой Великий;
- присілки Альчі-Сюрсовай (Сюрсовай 2-й), Башмаково (Сурт), Беньшур, Дзілья, Івановська, Ісько, Ітадур, Кедзя, Красний Яр (Горд-Шур, Гордшур), Новоглазово (Микола-Луд), Ново-Лудянськ (Бечейлуд), Палим (Палим-Пурга), Сепож (Пурга-Сепож), Тупал-Пурга (Тупал-Гурт), Чемошур (Лужани), Четкер Верхій (Гурезіл-Четкер, Гурез'їл-Четкер);
- починки Александровський (Бургизо, Буркис, Александрово), Біляєвський, Верхній Чумой (Курлой), Губіно, Зарічний Четкер (Тупал-Четкер, Четкер Зарічний), Ізбушка, Кабаново, Кожой Вотський (Кожой Великий, Вотський Кожой), Кожой Руський (Малі Русаки, Кожо-Уїлань, Русаки Малі, Руський Кожой), Костошур, Мітроки, Ніколаєвський, Німошур (Дзілле, Дзілле-починка), Новонолінськ (Ново-Нолінськ, Новонолінський), По річкі Сюрсовай (Тупал-Гурт-починка, Тупал-Гурт), Сюрсовай Руський (Сюрсовай 1, Сюрсовай 1-й), Троїцький, Узирмон, Четкер Старий (Четкер Середній), Шишур Великий (Великий Шишур), Шишур Малий (Малий Шишур, Паськит-Кож), Шорні Верхні (Шорні Другі, Вижаум-Шорні, Вижпум-Шорні), Шорні Нижні (Шорні Перші, Куча-пі).